# Хабсбургска Испания
Хабсбургска Испания се нарича периодът от историята на Испания, в който испанската корона е в династията на Хабсбургите – XVI-XVII век (1516 – 1700 година).
Началото на Хабсбургска Испания бележи управлението Карл V, който става испански монарх през 1516 г., а края ѝ завършва през 1700 г. със смъртта на крал Карлос II, който не оставя наследници, но завещава най-сложния и преплетен международноправен и династически казус с испанското наследство.
Това е най-великият период в историята на страната, защото Испания основава първата глобална империя – Испанската империя, благодарение на която династията на Хабсбургите и страната играят важна роля в историята на света и Централна Европа
Хабсбургска Испания е страната на запад, която ведно с Руското царство на Иван Грозни на изток, успява да се възползва от Великите географски открития и да изгради световна империя. Двете империи се срещат в процеса на колонизация на тихоокеанското крайбрежие на днешния американски щат Калифорния – край форт Рос. Хабсбургска Испания е в основата на колумбовия обмен.
В периода 1580 – 1640 е в сила и уния с Португалия, с което Испания приобщава и Португалия с колониите си към своята огромна колониална империя предимно в Америка.
Сред най-значимите творци от този период са Диего Веласкес, Ел Греко, Педро Калдерон де ла Барка и Мигел де Сервантес.